# Йегер, Ойген
Ойген (Евгений) Йегер (нем. Eugen Jäger; 1842—1926) — немецкий политик, публицист и экономист.
С 1887 по 1911 год был членом Баварской палаты депутатов от Партии центра, с 1898 по 1918 год также депутатом рейхстага.
С 1919 по 1920 был депутатом ландтага Баварии от Баварской народной партии.
Йегер придерживался «социально-консервативной» точки зрения, но при этом умел сохранять и беспристрастие. В его «Аграрном вопросе» нет системы, но собран огромный фактический материал и много метких суждений.

## Сочинения
- «Der moderne Sozialismus» (Берлин, 1873);
- «Geschichte der sozialen Bewegung u. d. Sozialismus In Frankreich. I. Frankreich bis z. grossen Revolution» (2-е изд., Б., 1879) и II — «Frankreich am Vorabende der Revolution» (Б., 1890);
- «V. A. Huber, ein Vorkämpfer der sozialen Reform» (Б., 1880);
- «Die Agrarfrage der Gegenwart» (1882—1892);
- «Die Handwerkerfrage» (Б., 1888).